# Hidrobo Rosero
Hidrobo Rosero (Chimborazo, 24 de agosto de 1974) é um ex-futebolista equatoriano que atuava como meia.

## Carreira
Hidrobo Rosero integrou a Seleção Equatoriana de Futebol na Copa América de 1997.